# Orchideae
Orchideae Verm., 1977 è una tribù della famiglia Orchidaceae (sottofamiglia Orchidoideae).

## Tassonomia
Sottotribù Brownleeinae
- Brownleea Harv. ex Lindl., 1842 (8 specie)
- Disperis Sw., 1800 (81 spp.)

Sottotribù Coryciinae
- Ceratandra Lindl. in F.A.Bauer & J.Lindley,1837 (6 spp.)
- Corycium Sw., 1800 (13 spp.)
- Evotella  Kurzweil & H.P.Linder, 1991 (2 spp.)
- Pterygodium Sw. (20 spp.)

Sottotribù Disinae
- Disa P.J.Bergius (185 spp.)
- Huttonaea Harv. (5 spp.)
- Pachites Lindl. (2 spp.)

Sottotribù Orchidinae
- Anacamptis Rich. (11 spp.)
- Bartholina R.Br. (2 spp.)
- Benthamia A.Rich. (31 spp.)
- Bonatea Willd. (13 spp.)
- Brachycorythis Willd. (37 spp.)
- Centrostigma Schltr. (3 spp.)
- Chamorchis Rich. (1 sp.)
- Cynorkis Thouars, 1809 (185 spp.)
- Dactylorhiza Neck. ex Nevski (43 spp.)
- Diplomeris D.Don (3 spp.)
- Dracomonticola H.P.Linder &  Kurzweil (1 sp.)
- Galearis Raf. (10 spp.)
- Gennaria Parl. (2 spp.)
- Gymnadenia R.Br. (28 spp.)
- Habenaria Willd. (891 spp.)
- Hemipilia Lindl. (14 spp)
- Hsenhsua X.H.Jin, Schuit. & W.T.Jin (1 sp.)
- Herminium L. (50 spp.)
- Himantoglossum Spreng. (10 spp.)
- Holothrix Rich. ex Lindl.  (46 spp.)
- Megalorchis H.Perrier (1 sp.)
- Neobolusia Schltr. (3 spp.)
- Neotinea Rchb.f. (6 spp.)
- Oligophyton H.P.Linder, 1986 (1 sp.)
- Ophrys L. (29 spp.)
- Orchis L. (23 spp.)
- Pecteilis Raf. (10 spp.)
- Peristylus Blume (103 spp.)
- Platanthera Rich. (142 spp.)
- Platycoryne Rchb.f., 1855 (19 spp.)
- Pseudorchis Ség. (2 spp.)
- Roeperocharis Rchb.f. (5 spp.)
- Satyrium L. (90 spp.)
- Schizochilus Sond. (11 spp.)
- Serapias L. (16 spp.)
- Silvorchis J.J.Sm. (4 spp.)
- Sirindhornia H.A.Pedersen & Suksathan (3 spp.)
- Stenoglottis Lindl.  (6 spp.)
- Steveniella Schltr. (1 sp.)
- Thulinia P.J.Cribb (1 sp.)
- Traunsteinera Rchb. (2 spp.)
- Tsaiorchis Tang & F.T.Wang (2 sp.)
- Tylostigma Schltr. (8 spp.)
- Veyretella Szlach. & Olszewski (2 spp.)